# La hoguera
La hoguera es el título de uno de los discos de maquetas del grupo Extremoduro, no reconocido como oficial por el grupo. Su contenido se compone de una mezcla de canciones ya aparecidas en Tú en tu casa, nosotros en la hoguera y en Maquetas 90, discos que se componen de tomas diferentes de las canciones que integran sus discos oficiales Rock transgresivo y Somos unos animales. Las 10 canciones restantes de estos 2 discos, aparecieron previamente en otro disco no oficial, titulado Desidia.

## Lista de canciones
1. La hoguera
2. La canción de los oficios
3. Romperás
4. Decidí
5. J.D. La central nuclear
6. Quemando tus recuerdos
7. Bulerías de la sangre caliente
8. Resolución
9. V Centenario

- Datos: Q5963806